# タップムオイ県
タップムオイ県（タップムオイけん、ベトナム語：Huyện Tháp Mười / 縣塔𨑮?）は、ベトナム社会主義共和国ドンタップ省の県。面積は535km²、人口は166,481人（2019年）である。

## 行政区画
1市鎮12社から構成される。